# Drepanogynis sandrangatensis
Drepanogynis sandrangatensis är en fjärilsart som beskrevs av Claude Herbulot 1956. Drepanogynis sandrangatensis ingår i släktet Drepanogynis och familjen mätare. Inga underarter finns listade i Catalogue of Life.